# Charles Robert Reeves Hickey
Charles Robert Reeves Hickey, kanadski letalski častnik, vojaški pilot in letalski as, * 10. september 1897, Nanaimo, Britanska Kolumbija, † 3. oktober 1918.
Stotnik Hickey je v svoji vojaški službi dosegel 21 zračnih zmag.

## Življenjepis
Med prvo svetovno vojno je bil sprva pripadnik Canadian Mounted Rifles, nato pa je bil premeščen k Kraljevi pomorski zračni službi in bil avgusta 1917 razporejen k 4. pomorski eskadrilji.
Postal je pilot Sopwith Camela in z njem dosegel 4 zračne zmage, dokler ni bil premeščen k Kraljevemu vojnemu letalstvu.
Umrl je v letalski nesreči, ko je v zraku trčil še z enim pilotom.

## Odlikovanja
- Distinguished Flying Cross (DFC) s ploščico